# Timothy Wood
Timothy Lyle Wood, detto Tim (Highland Park, 21 giugno 1948), è un ex pattinatore artistico su ghiaccio statunitense.

## Palmarès
| Internazionali                      | Internazionali | Internazionali | Internazionali | Internazionali | Internazionali | Internazionali | Internazionali | Internazionali | Internazionali |
| Evento                              | 1961-62        | 1962-63        | 1963-64        | 1964-65        | 1965-66        | 1966-67        | 1968-68        | 1968-69        | 1969-70        |
| ----------------------------------- | -------------- | -------------- | -------------- | -------------- | -------------- | -------------- | -------------- | -------------- | -------------- |
| Giochi olimpici invernali           |                |                |                |                |                |                | 2°             |                |                |
| Campionati mondiali                 |                |                |                | 13°            |                | 9°             | 2°             | 1°             | 1°             |
| North American Championships        |                |                |                | 5°             |                | 5°             |                | 1°             |                |
| Nazionali                           |                |                |                |                |                |                |                |                |                |
| Campionati statunitensi             | 1° N.          | 3° J.          | 1° J.          | 3°             | 4°             | 3°             | 1°             | 1°             | 1°             |
| Categorie: N. = Novice; J. = Junior |                |                |                |                |                |                |                |                |                |